# カリフォルニア級原子力ミサイル巡洋艦
カリフォルニア級原子力ミサイル巡洋艦 (英語: California-class nuclear guided missile cruiser)は、アメリカ海軍の原子力ミサイル・フリゲート（DLGN）の艦級。新開発のターター-D・システムを搭載した防空中枢艦として、1967年・1968年度計画で1隻ずつが建造された。その後、1975年の類別変更以降は原子力ミサイル巡洋艦 (CGN) に再分類された。基本計画番号はSCB-241.65。ネームシップの建造費は2億ドル。

## 来歴
アメリカ海軍は、第二次世界大戦末期より、全く新しい艦隊防空火力として艦対空ミサイル（SAM）の開発に着手していた。戦後も、ジェット機の発達に伴う経空脅威の増大を受けて開発は拡大され、1956年にはテリア、1959年にタロス、そして1962年にターターが艦隊配備された。これらは3Tと通称され、タロスはミサイル巡洋艦、テリアはミサイル・フリゲート（DLG/DLGN）、そしてターターはミサイル駆逐艦（DDG）に搭載されて広く配備された。
しかし経空脅威の増大は続いており、3Tでは早晩対処できなくなる恐れが指摘された。このことから、これらの在来型防空艦の配備と並行して、1958年からは、早くも3Tの次の世代の防空システムとしてタイフォン・システムの開発が開始された。タイフォンMR（旧称"スーパー・ターター"）搭載のDDGは1961年度から、またタイフォンLR（旧称"スーパー・タロス"）搭載のDLGないしDLGNは1963年度から建造される予定とされていた。
しかしタイフォンの開発は、要求性能の高さに対する技術水準の低さ、統合システムの開発への経験不足により難渋し、1963年にキャンセルされた。これにより、アメリカ海軍の防空艦整備に重大な間隙が生じたことから、当初は1966年度計画、後に1967年度計画で新型DDGの建造を盛り込むことが検討され、基本計画審議委員会（SCB）では、1965年1月より諸元策定に入った。この新型DDGは、ターター・システムの改良型を搭載する予定であり、1966年度艦として検討されていた時点では満載排水量6,666トンの蒸気タービン艦となる予定であったが、1967年度艦として検討が進められる過程で大型化し、1966年8月の時点では、満載排水量8,450トンのCOGAG（ガスタービン）艦となっていた。
これは、来るべき次期ミサイル駆逐艦（DXG）のプロトタイプとしての性格もあったことから、ロバート・マクナマラ国防長官が後ろ盾となって推進されていた。しかし当時、同年度計画でニミッツ級航空母艦の建造が開始されていたこともあって、議会は、7,000トン以上の水上戦闘艦はすべて核動力を採用するべきであると考えており、このガスタービンDDGの建造は認可されず、かわりに同様の性能を備えた原子力ミサイル・フリゲート（DLGN）の建造予算として成立した。これによって建造されたのが本級である。

## 設計
先行する原子力ミサイル・フリゲート（DLGN）がいずれも通常動力型DLGを元に核動力化するかたちで設計されたのに対し、本級は最初から核動力艦として設計されたことから、多くの新機軸が導入されている。船型としては、先行するDLGNが長船首楼型であったのに対して、本級は乾舷の高い遮浪甲板型とした。前後檣を太い塔状マストとしたことと相まって、極めて重厚な艦容となっている。また枢要区画にはケブラーによる装甲が施されている。
また、通常動力艦は巡航速度で抵抗が最小になるような船体設計としており、先行するDLGNもこれを踏襲していた。これに対し、本級では下記の通り炉心寿命の延伸が図られたこともあり、核動力艦のメリットを活かして、巡航速度よりも高速時の抵抗が最小になるように設計されている。
機関は「ベインブリッジ」以来の構成が踏襲されており、原子炉としてはゼネラル・エレクトリック社のD2Gが2基搭載された。これは加圧水型原子炉で、熱出力は100～120 MWt程度と推測されている。ただし本級の原子炉では、従来と比して炉心寿命の延伸が図られており、約3倍とされている。これは通常の運用状態であれば700,000海里に相当する。

## 装備

### C4ISR
本級はターター-D・システムを初めて搭載しており、「原子力空母機動部隊の防空中枢艦」と期待された。同システムは、もともと66年度計画DDG向けとして開発されていたもので、従来のターター・システムをもとに全面的にデジタル化・ソリッドステート化して、海軍戦術情報システム（NTDS）との連接を図った発展型であった。
既存のシステムを元にしていることから、漸進策として早期の実用化が期待されていたものの、実際にはサブシステムの多くが大規模改設計・新規開発となったことから、システムインテグレーションの問題から予想外に開発が難航した。1973年、1番艦の艤装員長は、ターター・システムとNTDSとの統合に問題があることを報告した。1974年、当初計画より1年7か月の遅延ののち、艦は海軍に引き渡されたが、艤装員長は、なお「戦闘システム実用に不適」と評価しており、戦闘システム統合化試験を通過するに至るまで、さらに6ヶ月を要した。本級の配備に当たって経験されたこれらの困難は、当時進められていたイージスシステムの開発において貴重な教訓となった。
なお、そのサブシステムとなる武器管制システム（WDS）としては、当初はMk.11 mod.13が搭載されており、後のNTU改修の際にMk.14に更新された。
センサーは「トラクスタン」の構成がおおむね踏襲されており、3次元レーダーはAN/SPS-48C、対空捜索レーダーはAN/SPS-40B、対水上捜索レーダーはAN/SPS-10、またソナーもAN/SQS-26CXをバウドームに収容して搭載した。その後、対水上捜索レーダーはAN/SPS-67に更新され、また対空捜索レーダーもNTU改修に伴いAN/SPS-49に更新された。

### 武器システム
本級のターター-D・システムはダブル・エンダー配置となっており、艦首尾甲板にMk.13 mod.3単装ミサイル発射機を1基ずつ、また前後部上部構造物にその誘導のためのMk.74 mod.2ミサイル射撃指揮装置のAN/SPG-51D火器管制レーダーを2基ずつ配置した。このAN/SPG-51Dは、従来機と比して出力を5倍増強した新型機であり、ターター-Dのために開発されたものであった。艦対空ミサイルとしては、当初はSM-1MRが用いられており、NTU改修によってSM-2MRの運用にも対応した。
艦砲としては54口径127mm単装速射砲（Mk.42 5インチ砲）が検討されていたが、後に、発射速度は低いが軽量で信頼性の高い54口径127mm単装砲（Mk.45 5インチ砲）に変更された。Mk.86 砲射撃指揮装置（GFCS）による管制を受けているが、そのAN/SPG-60追尾レーダーは、艦対空ミサイルの誘導にも用いることができた。なおこのGFCSも新規開発の初号機であり、システム統合の困難の原因の一つとなった。
対潜兵器としては、アスロック対潜ミサイルの8連装発射機とともに、533mm魚雷発射管（Mk.25）と324mm連装短魚雷発射管（Mk.32）が予定されていたが、水上発射型Mk.48魚雷の計画中止に伴って、Mk.25は後に削除された。これらを管制する水中攻撃指揮装置（UBFCS）としてはMk.114が搭載された。なおアスロック8連装発射機は艦橋構造物直前に配置されたが、その前方の甲板室が弾庫とされており、再装填の際には発射機は180度旋回して船尾側を向き、後方から再装填を受けるかたちとなっているが、このような弾庫配置を採用したのは本級のみである。その後、1993年にアスロック発射機は撤去された。
船尾甲板は飛行甲板（ヘリコプター甲板）として強度を確保しているが、格納庫は備えられていない。これは、本級がQH-50 DASHが退役したのち、LAMPSが普及するまでの空白期間に設計されたためとされている。

## 同型艦
2隻はニューポート・ニューズ造船所で建造された。
| 艦番号         | 艦名                                | 起工           | 進水           | 就役           | 退役           |
| -------------- | ----------------------------------- | -------------- | -------------- | -------------- | -------------- |
| DLGN-36 CGN-36 | カリフォルニア USS California       | 1970年 1月23日 | 1971年 9月22日 | 1974年 2月16日 | 1999年 7月9日  |
| DLGN-37 CGN-37 | サウスカロライナ USS South Carolina | 1970年 12月1日 | 1972年 7月1日  | 1975年 1月25日 | 1999年 7月30日 |

## 登場作品
『沈黙の艦隊』
「サウスカロライナ」が登場。アメリカ大西洋艦隊に所属し、ニューヨークに向かおうとする原子力潜水艦「やまと」を迎撃するが、魚雷攻撃を受けてソナードームが大破、浸水して沈没する。
『ファイナル・カウントダウン』
「カリフォルニア」が登場。ニミッツ級航空母艦「ニミッツ」を護衛しており、その最中に謎の嵐に遭遇するが、「ニミッツ」からの命令で嵐に突入する前にパールハーバーへ引き返す。
『征途』
「カリフォルニア」「サウスカロライナ」が登場。「カリフォルニア」は統一戦争序盤において原子力空母「エンタープライズ」「ニミッツ」の護衛艦の1隻として空母ともども亜庭湾を航行していたが、亜庭湾沿岸部に展開した日本人民民主主義共和国人民赤軍の3個地対艦攻撃連隊による地対艦ミサイルを用いた奇襲飽和攻撃を受け撃沈され、「サウスカロライナ」も似たような経緯をたどり大破する。